# Lohenice (Koberovice)
Lohenice (německy Lohenitz) je osada, část obce Koberovice. Nachází se v okrese Pelhřimov v Kraji Vysočina. Ke dni 28. 8. 2006 zde žilo 7 obyvatel.

## Další fotografie

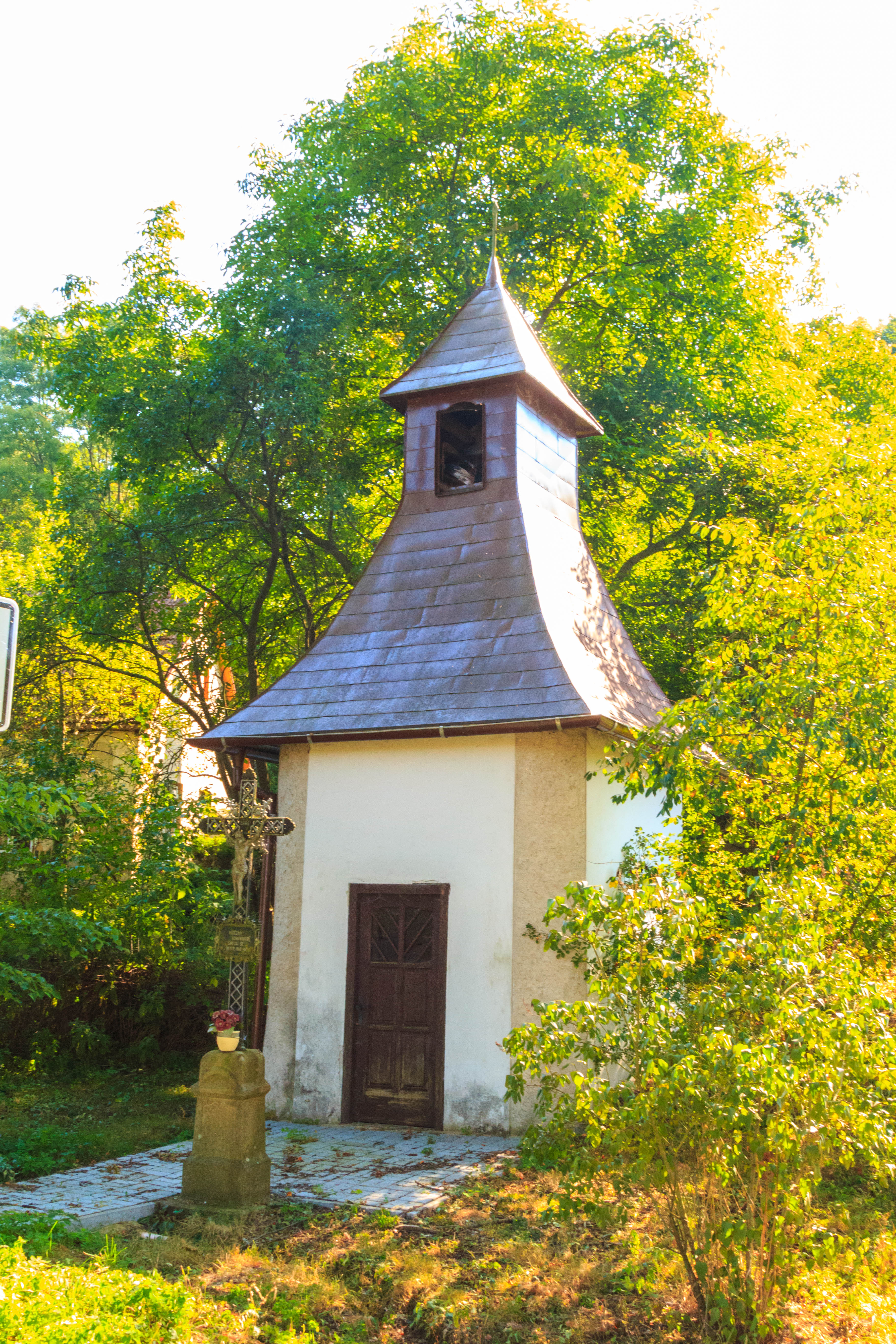
Lohenice u Koberovic - kaplička
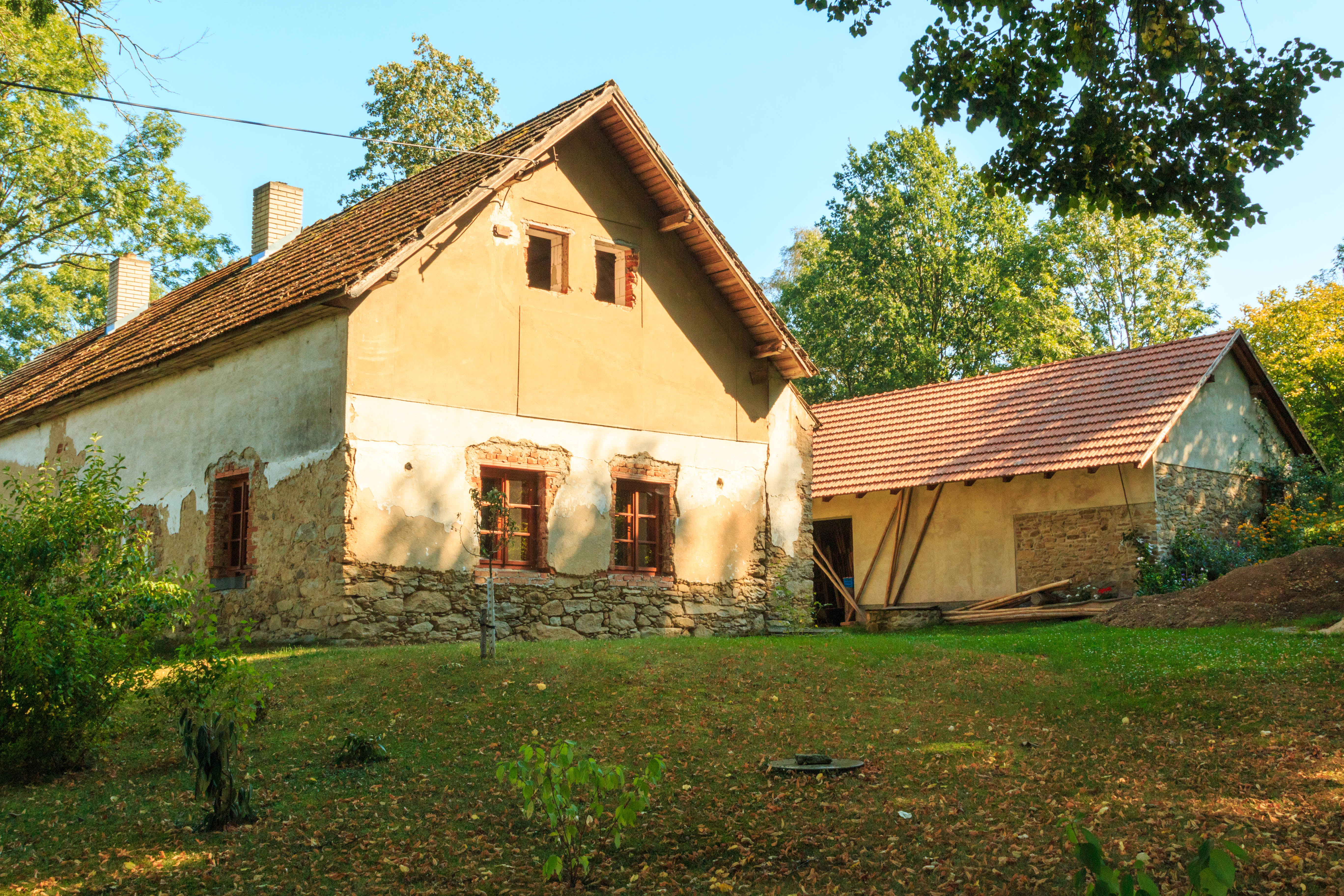
Lohenice u Koberovic - čp. 11
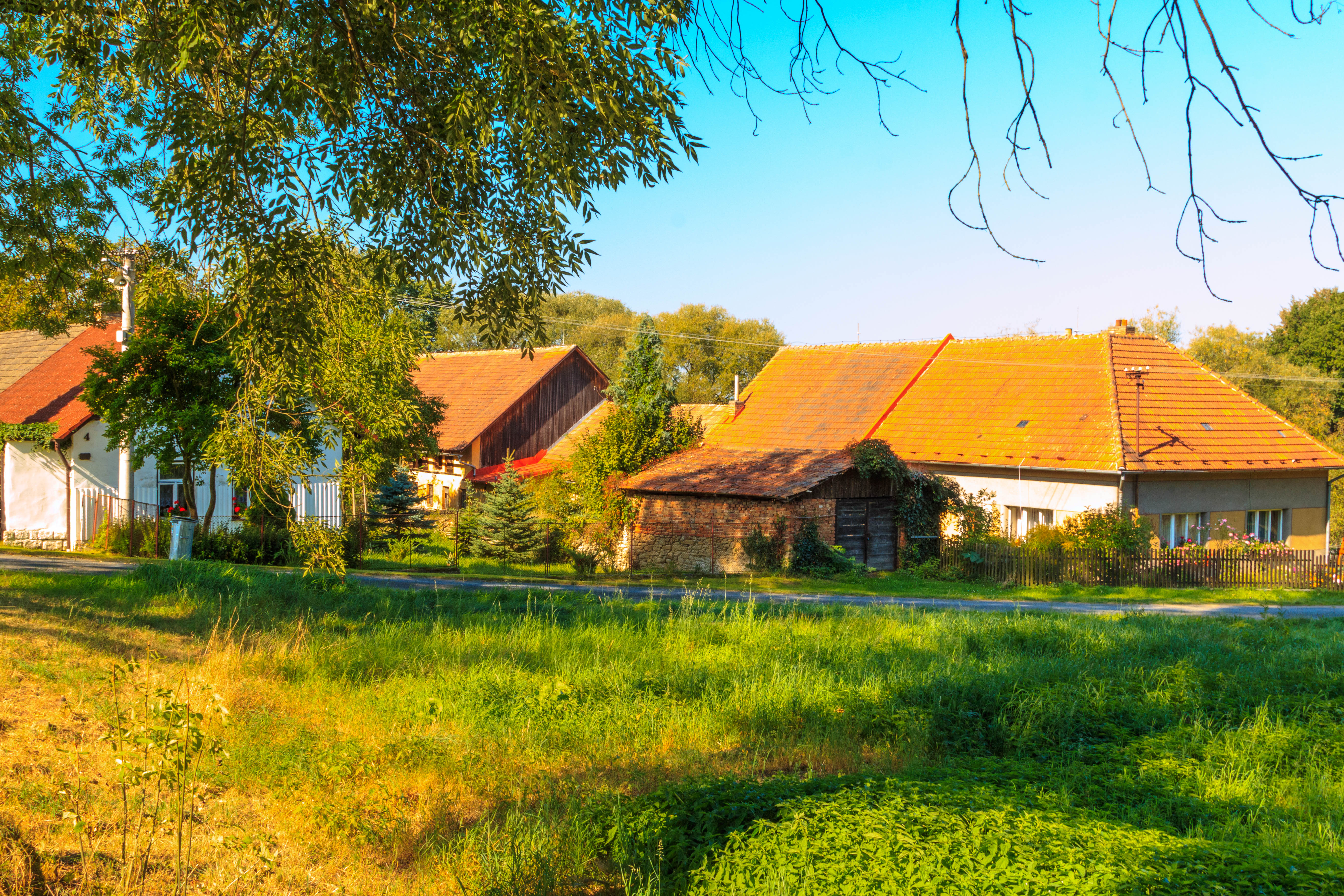
Lohenice u Koberovic - čp. 3
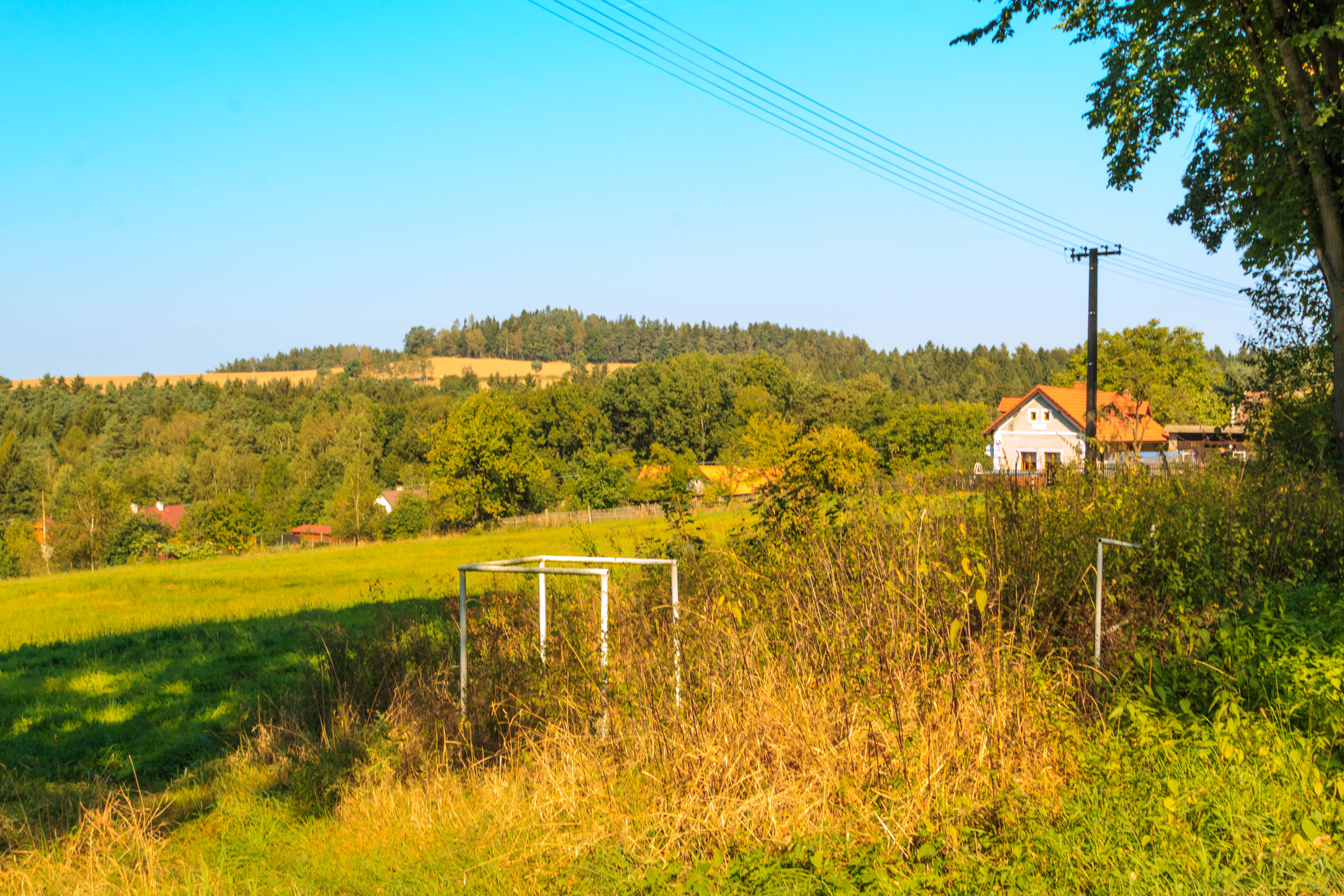
Lohenice u Koberovic